# ボーセジュール砦の戦い
ボーセジュール砦の戦い（英 Battle of Fort Beauséjour、仏 Bataille de Fort Beauséjour）は、フレンチ・インディアン戦争中の戦闘である。シグネクト地峡を戦場に行われ、ル・ルートル神父戦争（en:Father Le Loutre's War）の幕を閉じた。フレンチ・インディアン戦争は、戦闘から、イギリスが攻撃に転じ、最終的には、フランスの北アメリカ支配に終止符を打つことになる。この戦いはまた、大西洋沿岸地域の植民地のあり方を一新することにもなり、現在のニューブランズウィックの土台を築いた。
1755年6月3日に戦闘が開始され、イギリス陸軍の中佐のロバート・モンクトンは、ボーセジュールの近くにあるローレンス砦から、フランスの駐屯隊が守るボーセジュール砦を包囲し、最終的に、シグネクト地峡をイギリスの下に置いた。地峡をイギリスに取られたことで、フランスにとってはかなりの痛手を受けた。海が凍る冬の間は、ここが、ケベックとルイブールとボーセジュールをつなぐ唯一の道だったからだ。

## 概要
ボーセジュール砦への奇襲により、イギリスは、北アメリカでのより大きな主導権を握ることになった。この時期、陸上で、フランスの砦に対して三方面からの攻撃が行われた。オハイオ盆地のデュケーヌ砦、シャンプラン湖からリシュリュー川の流域地帯、そして三つ目の攻撃が、このボーセジュール砦だった。

### 戦闘
1755年6月2日、イギリス陸軍中佐ロバート・モンクトンは、イギリス陸軍兵270人（第43歩兵連隊）と、ニューイングランド植民地の民兵2,000人を載せた31隻の輸送艦、3隻の軍艦と共にカンバーランド盆地に入った。ミサカシュ川の河口に錨をおろし、イギリス兵は敵の妨害を何ら受けずに上陸した。近くの（東に3キロの場所）ローレンス砦の交易所を集結地として、オーラック・リッジの頂上へと進軍した。フランス軍指揮官の侯爵ルイ・デュポン・デュシャンボン・ド・ヴェルゴは、これに対して、165人の駐屯兵を補強すべく、直ちにアカディアの民兵と、フランスと連合したインディアン部族を招集した。また、アカディアの建築物に火をつけて、イギリス軍のに略奪されるのを阻止した、ルイブールとセントジョン川の砦にも援軍を送った。

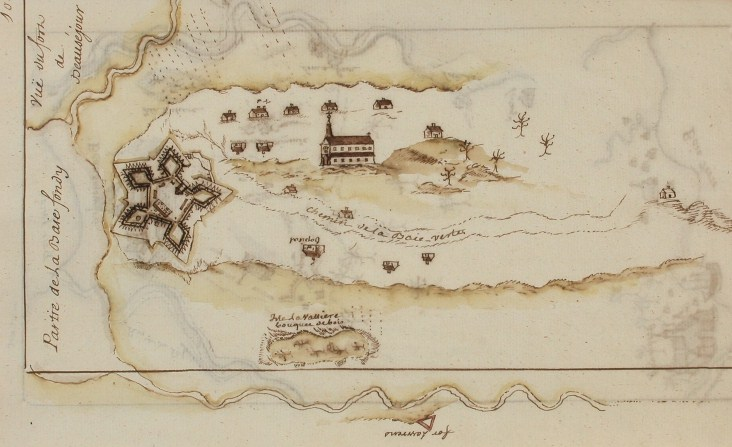
1755年当時のボーセジュール砦と聖堂

6月13日には、イギリス軍はボーセジュールに十分接近しており、モンクトンは13インチの臼砲で砲撃を開始した。駐屯軍の指揮官であったヴェルゴは、2週間の間包囲戦によく耐えたが、人数で勝るイギリスに対し、少人数のフランス軍は、現実的になすすべを持たなかった。フランス人聖職者のジャン＝ルイ・ル・ルートルも、この戦闘中、イギリスに対戦すべく、軍に加入していた。
6月16日、イギリスの臼砲が砦の壁を破壊し、駐屯軍がかなりの損失を受けた。この戦闘では、記録されている戦死者はイギリスが4人、フランスとその同盟軍が8人で、負傷者はイギリスが16人、フランスと同盟軍は6人だった。 ヴェルゴは降伏し、その翌日、イギリス軍は、ボーセジュール砦に続いてガスペロー砦をも手に入れた。 この後ル・ルートルは捕えられ、8年間の獄中生活を送った。アカディア軍の指導者ジョゼフ・ブルッサールはなおも戦いを続けた。

### イギリス支配とアカディア人追放

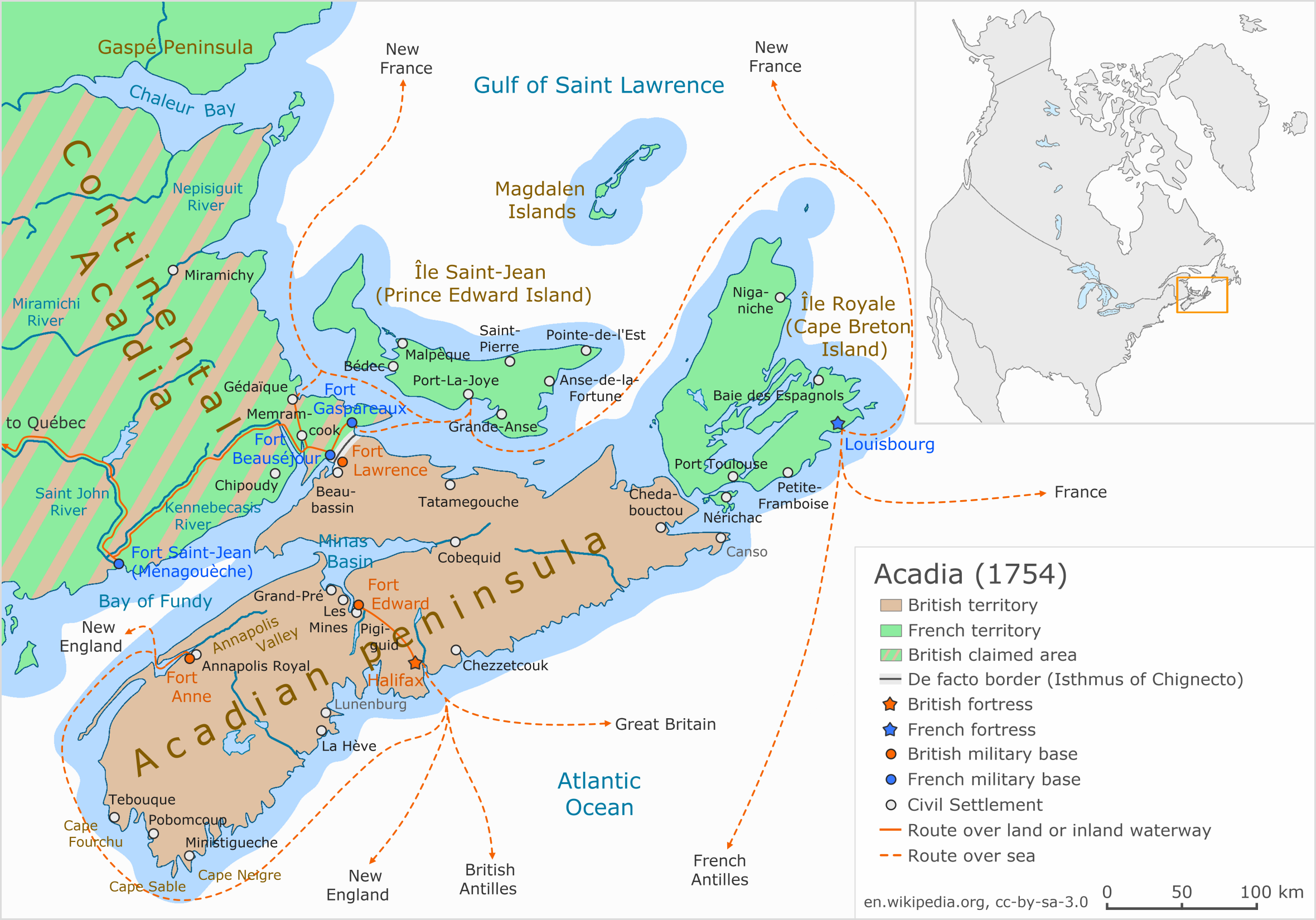
戦いの前、1754年当時のアカディア

イギリスの勝利と、フランスの駐屯兵の降伏とで、アカディアから大勢のフランス兵が移動し、奥地をイギリスに明け渡した。それは、ここに住むアカディア人に、悲劇に追い込むことになった。フランス語をしゃべるアカディア人の一部は、砦をめぐるフランスとイギリスの抗争には、中立を誓っていたが、アカディア人がこの誓いを破って参戦したことは、ハリファクスのイギリス人士官には受け入れがたいものであり、ノバスコシア総督のチャールズ・ローレンスは、ボーセジュールでの、このアカディア人の規則違反を理由に、アカディア人の追放を命じた。モンクトンと遠征軍とにより、この命令は実行に移され、多くのアカディア人が、土地や財産を没収された 追放により、現在のカナダ大西洋岸から、アメリカ合衆国までの地域のアカディア人の入植地が、同じ方針を取った。アカディア人は13植民地やヌーベルフランスに離散し、アカディアン（アカディア人）という単語は、後に、ルイジアナで訛り、ケイジャンという単語となった。
ボーセジュール砦は、カンバーランド砦と名を改められた。後のアメリカ独立戦争中に、植民地軍の攻撃を受けたが、撃退した。この砦は1835年までイギリスの管轄下に置かれていた。